# NGC 1955
NGC 1955 ist ein Emissionsnebel mit einem eingebetteten offenen Sternhaufen der Großen Magellanschen Wolke im Sternbild Dorado. Er wurde am 3. August 1826 vom Astronomen James Dunlop entdeckt.